# Dell'odio dell'innocenza
Dell'odio dell'innocenza è il sesto album in studio del cantautore italiano Paolo Benvegnù, pubblicato nel 2020. L'album è stato inserito tra i cinque finalisti pe la targa Tenco.

## Tracce
1. La nostra vita innocente – 4:06
2. Pietre – 3:19
3. Infinito 1 – 4:25
4. Nelle stelle – 5:30
5. Infinito 3 – 3:59
6. La soluzione – 4:20
7. Altra ipotesi sul vuoto – 4:14
8. Animali di superficie – 3:55
9. Infinito 2 – 2:33
10. Non torniamo più – 3:54
11. Infinitoalessandrofiori – 5:23

Durata totale: 45:38